# Панконтинентальный чемпионат по кёрлингу 2025
4-й Панконтинентальный чемпионат по кёрлингу 2025 будет проводиться в городах Верджиния (турнир дивизиона A) и Эвлет (турнир дивизиона B) штата Миннесота, США, с 19 по 26 октября 2025 года как для мужских, так и для женских команд Азии, Америки, Африки и Тихоокеанского региона.
Официальный хештег чемпионата: #PСCC2025 .